# Jyväskylä Sinfonia

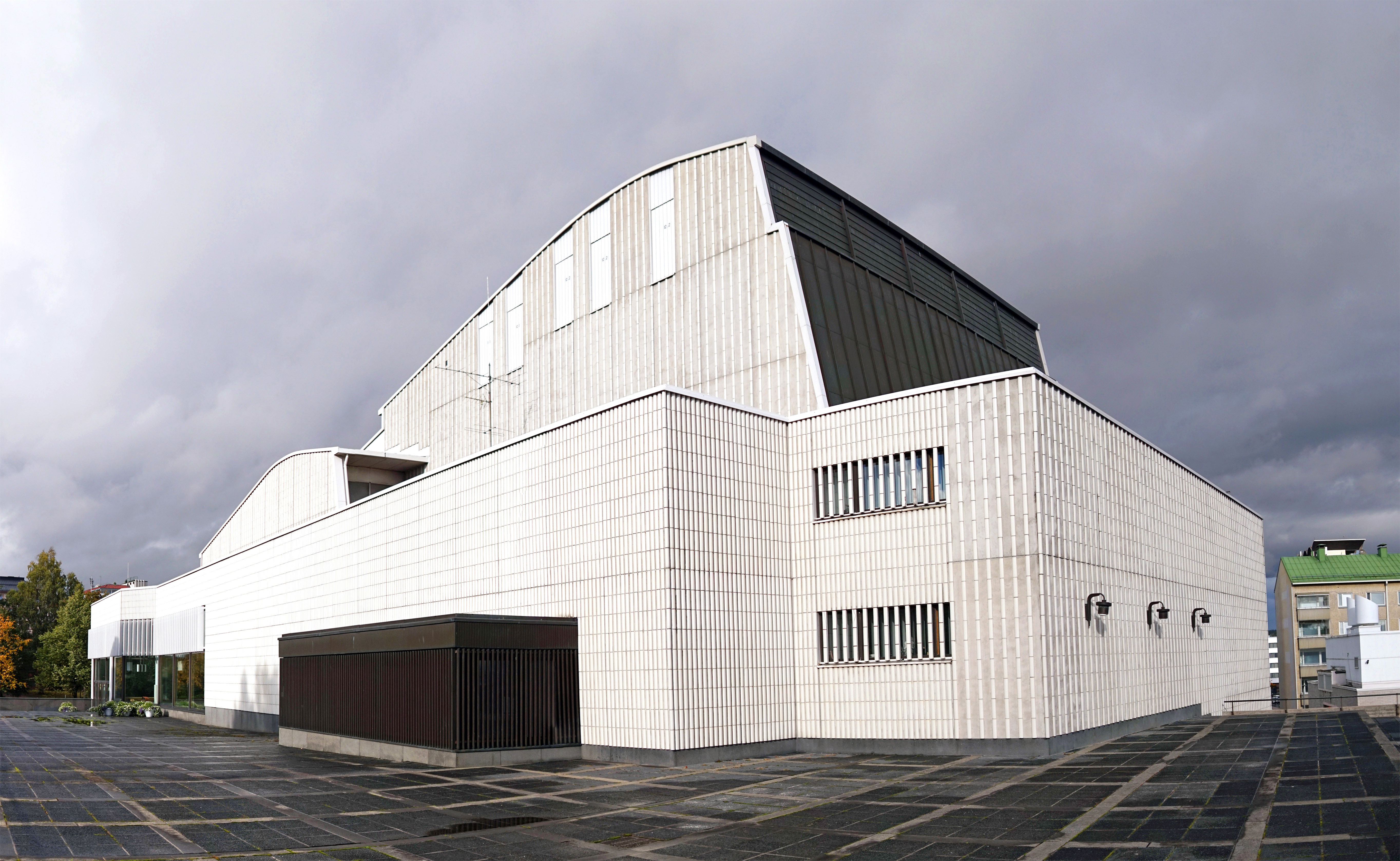
Het stedelijk theater van Jyväskylä

Jyväskylä Sinfonia is een symfonieorkest uit de Finse stad Jyväskylä. Het werd in 1955 opgericht en telt 39 leden (2020). Chef-dirigent is sinds 2014 Ville Matvejeff.
Het orkest werd opgericht als vereniging, maar werd in 1965 een gemeentelijke instelling. Thuisbasis is het door Alvar Aalto ontworpen theatergebouw van Jyväskylä. 
Het orkest maakte ruim 40 cd-opnames voor labels als Naxos (onder de naam Sinfonia Finlandia Jyväskylä), Ondine, Finlandia en Fazer. 